# Casa de Fierro
Casa de Fierro (the Iron House, La Maison de Fer) – budynek projektu Joseph Danly, znajdujący się w Peru, w mieście Iquitos.
Pierwotnie został zbudowany na wystawę światową w Paryżu w roku 1889. Elementy domu skonstruowano w Belgii w latach 1887 - 1889. Pokazany na wystawie został zakupiony przez potentata w produkcji kauczuku Anselmo del Aguilara. Rozebrano go wówczas na części i przewieziono do Peru - statkiem przez Atlantyk, potem Amazonką.